# دانشکده الهیات و علوم اسلامی دانشگاه تبریز
دانشکدهٔ الهیات و علوم اسلامی دانشگاه تبریز در سال ۱۳۸۹ خورشیدی با ایجاد گروه‌های «فقه و حقوق اسلامی»، «فلسفه و کلام اسلامی» و «معارف اسلامی» تأسیس شده‌است. شمار کارمندان این دانشکده ۶ نفر و شمار اعضای هیئت علمی آن نیز ۱۲ نفر است. ریاست دانشکدهٔ الهیات و علوم اسلامی برعهدهٔ «ناصر فکوهی» بوده و «محمدرضا مهدوی» معاون آموزشی این دانشکده‌است.

## پیشینه
دانشکدهٔ الهیات و علوم اسلامی در سال ۱۳۸۸ خورشیدی و با همکاری دانشکده‌های ادبیات فارسی و زبان‌های خارجی و علوم انسانی و اجتماعی فعالیت‌های اولیهٔ خود را آغاز کرده و برای جذب اعضای هیئت علمی اقدام نمود. این دانشکده در ابتدا تعداد ۳۰ نفر دانشجو را در مقطع کارشناسی ارشد پذیرش کرد. نخستین فارغ‌التحصیل این دانشکده در سال ۱۳۹۰ خورشیدی و در گروه فلسفه و کلام اسلامی بوده‌است.

## گروه‌های آموزشی
- فقه و حقوق اسلامی.
- فلسفه و کلام اسلامی.
- معارف اسلامی.